# النقل في أوروغواي
تتكون شبكة النقل في أوروغواي من 1673كيلومترا لشبكة السكك الحديدية، و7743 كيلومتر من الطرق المعبدة، و1600 كيلومتراً من الممرات المائية الصالحة للملاحة، و 11 مطاراً.

## السكك الحديدية

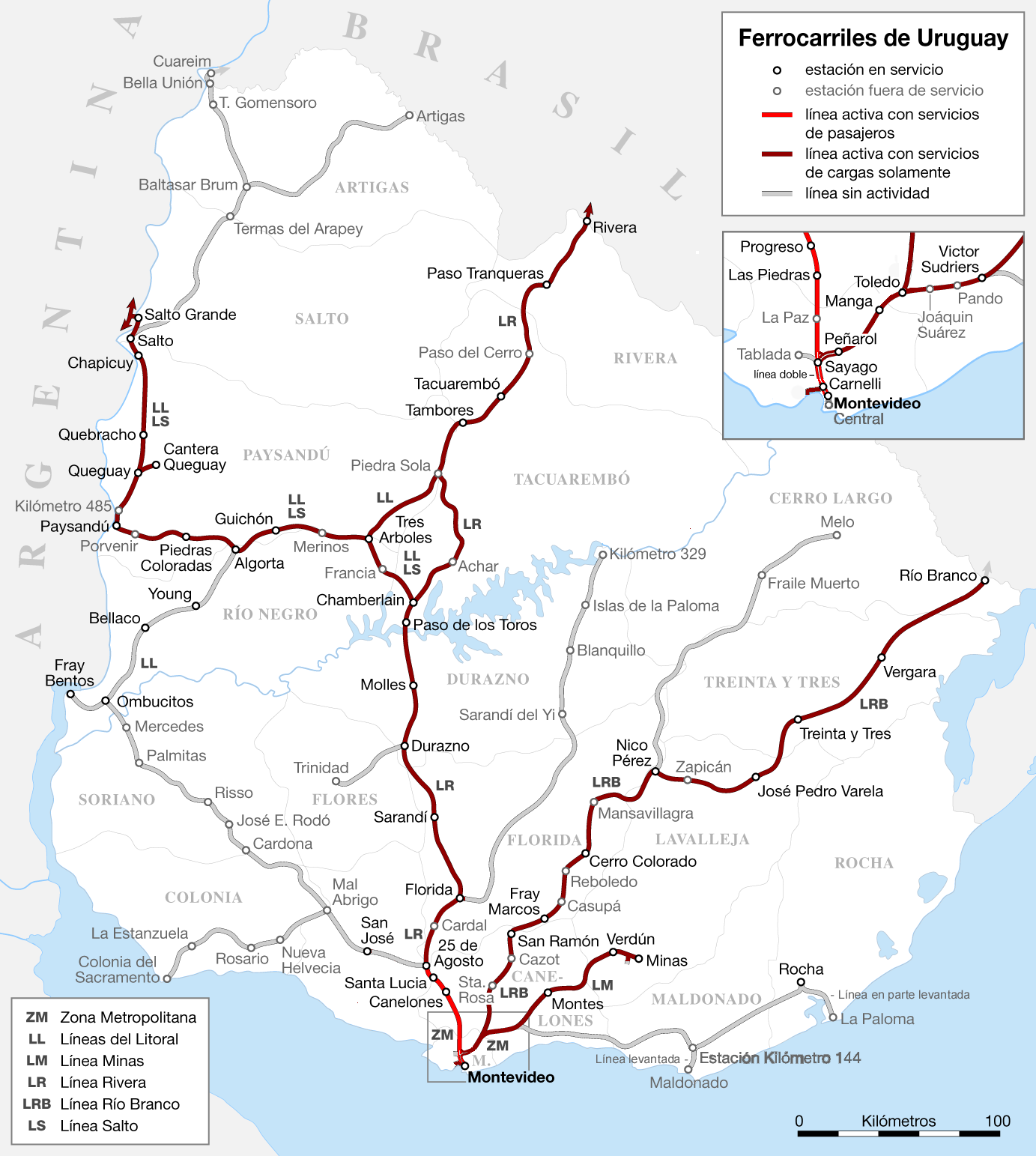
خريطة لشبكة السكك الحديدية في أوروغواي في عام 2016

يبلغ طول شبكة السكك الحديدية في أوروغواي 1,673 كيلومتر (1,040 ميل)  (لجميع المقاييس القياسية اعتبارًا من عام 2005).

### خدمات الركاب

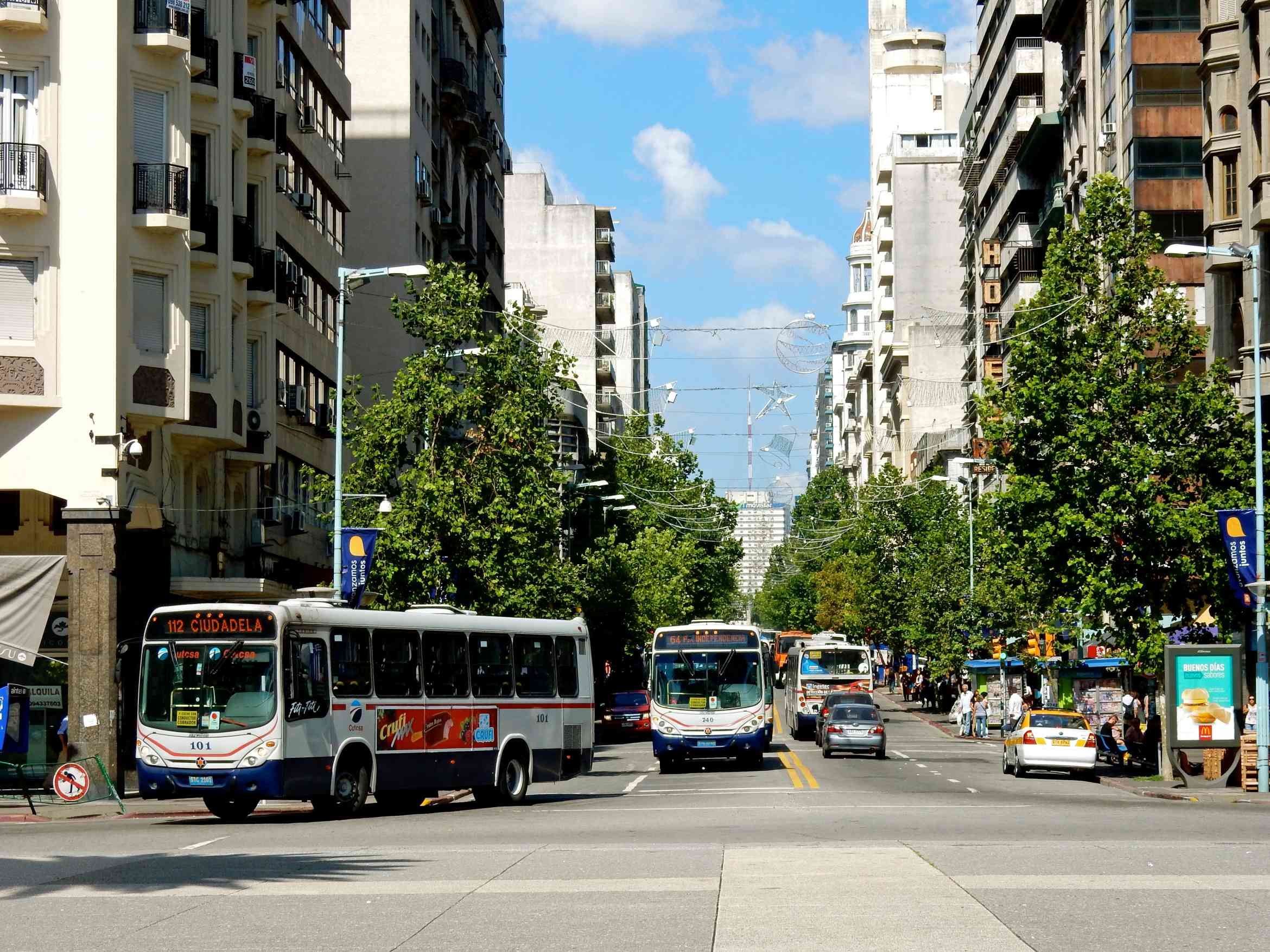
ساحة الاستقلال، أوروغواي

خدمات الركاب المنتظمة بين مونتيفيديو و25 دي أغوستو (63 كم) شاغل منذ 26 أغسطس 1993 (كان قد تم سحب جميع خدمات الركاب المنتظمة في 2 يناير 1988). قد تم تمديد القطار اليومي إلى سان خوسيه (بمسافة 96 كيلومتر من مونتيفيديو) في 15 يناير 2007، وآخر ممتد من 25 دي أغوستو إلى فلوريدا (109 كم من مونتيفيديو) في 2 يناير 2008. في 15 من ديسمبر، تم إعادة فتح خط آخر بين مونتيفيديو وإنجينيرو فيكتور سودريرز بمسافة 44 كم.

### روابط دولية
- هناك 1٬435 mm (4 ft 81⁄2 in) يصل السكك الحديدية للشحن مع الأرجنتين (الأرجنتين) عبر سد سالتو غراندي.
- هناك اتصال مع البرازيل والذي يتضمن إعادة شحن البضائع بسبب فرق القياس (1435 ملم (إلى 1000 ملم (3 قدم 3+3⁄8 بوصة)) في سانتانا دو ليفرامينتو.

### مستقبل
أعلنت إدارة السكك الحديدية في أوروغواي بأنه اعتبارًا من يناير 2010، سيتم تجديد 419 سيتم كيلومتر من المسار على قسم بينتادو-ريفيرا من الخط الرئيسي المركزي وجزء من الفرع الدولي من ريفيرا إلى سانتانا دو ليفرامينتو، باستخدام السكك الحديدية الروسية الممنوحة دينا. وسيتكلف البرنامج 30 مليون دولار. 

## الطرق
- إجمالي الطرق: 77,732 كيلومتر (48,300 ميل)
- الطرق المعبدة: 7,743 كيلومتر (4,811 ميل)
- غير معبدة: 69,989 كيلومتر (43,489 ميل) (2010) [3]

### الطرق الوطنية
- الطريق رقم 1 مونتيفيديو - كولونيا ديل ساكرامنتو
- الطريق رقم 2 روزاريو - مرسيدس - فراي بينتوس، الحدود مع الأرجنتين.
- الطريق رقم 3 فيلا ماريا - ترينيداد - بايساندو - سالتو - بيلا يونيون، الحدود مع البرازيل.
- الطريق رقم 5 مونتيفيديو - كانيلونيس - دورازنو - تاكواريمبو - ريفيرا، الحدود مع البرازيل.
- الطريق رقم 7 مونتيفيديو - فراي ماركوس - ميلو
- الطريق رقم 8 مونتيفيديو - ميناس - ترينتا إي تريس - ميلو - أسيجوا، الحدود مع البرازيل .
- الطريق رقم 9 هورنو مولاتو - روشا - تشوي، الحدود مع البرازيل.
- الطريق رقم 11 أتلانتيدا – كانيلونيس – إكليدا بولييه
- الطريق رقم 26 بايساندو ، الحدود مع الأرجنتين - تاكواريمبو - ميلو - ريو برانكو، الحدود مع البرازيل .

### الطرق السريعة
تمتلك أوروغواي شبكة صغيرة للطرق السريعة، وذلك نتيجة انخفاض الطلب الناتج عن قلة عدد السكان خارج العاصمة. الطرق السريعة القليلة التي تحتوي على 4 حارات هي:
- الطريق رقم 1: مونتيفيديو - كولونيا ديل ساكرامنتو . الطول: 148 كيلومتر (92 ميل) .
- الطريق بين المنتجعات: مونتيفيديو - بونتا دل إستي . الطول : 120 كيلومتر (75 ميل) .
- الطريق العام فروكتوسو ريفيرا: مونتيفيديو - كانيلونيس . الطول: 36 كيلومتر (22 ميل) .

### محطات الوقود
كانت محطات الوقود التقليدية في أوروغواي هي "أنكاب، و"إيسو"، وشل، و"تكساكو". وفي الفترة 2005-2006، اشترت شركة بتروبراس 90 محطة تابعة لشركة شل. وفي الفترة 2006-2007، قامت شركة أنكاب بشراء 90 محطة لشركة تكساكو. في عام 2011، اشترت بريداس محطات إيسو لكنها احتفظت بالعلامة التجارية. 

## الممرات المائية
تمتلك أوروغواي 1600 كيلومتر من الممرات المائية. 

## الموانئ والمرافئ
تمتلك أوروغواي عددا من الموانئ والمرافئ بما في ذلك: ميناء مونتيفيديو (ميناءها الرئيسي)، وميناء فراي بينتوس، نويفا بالميرا، بايساندو، لا بالوما، خوان لاكازي، كارميلو، كونشيلاس، سالتو ، بونتا دل إستي، كولونيا ديل ساكرامنتو ، بيريابوليس، مرسيدس.

## المطارات

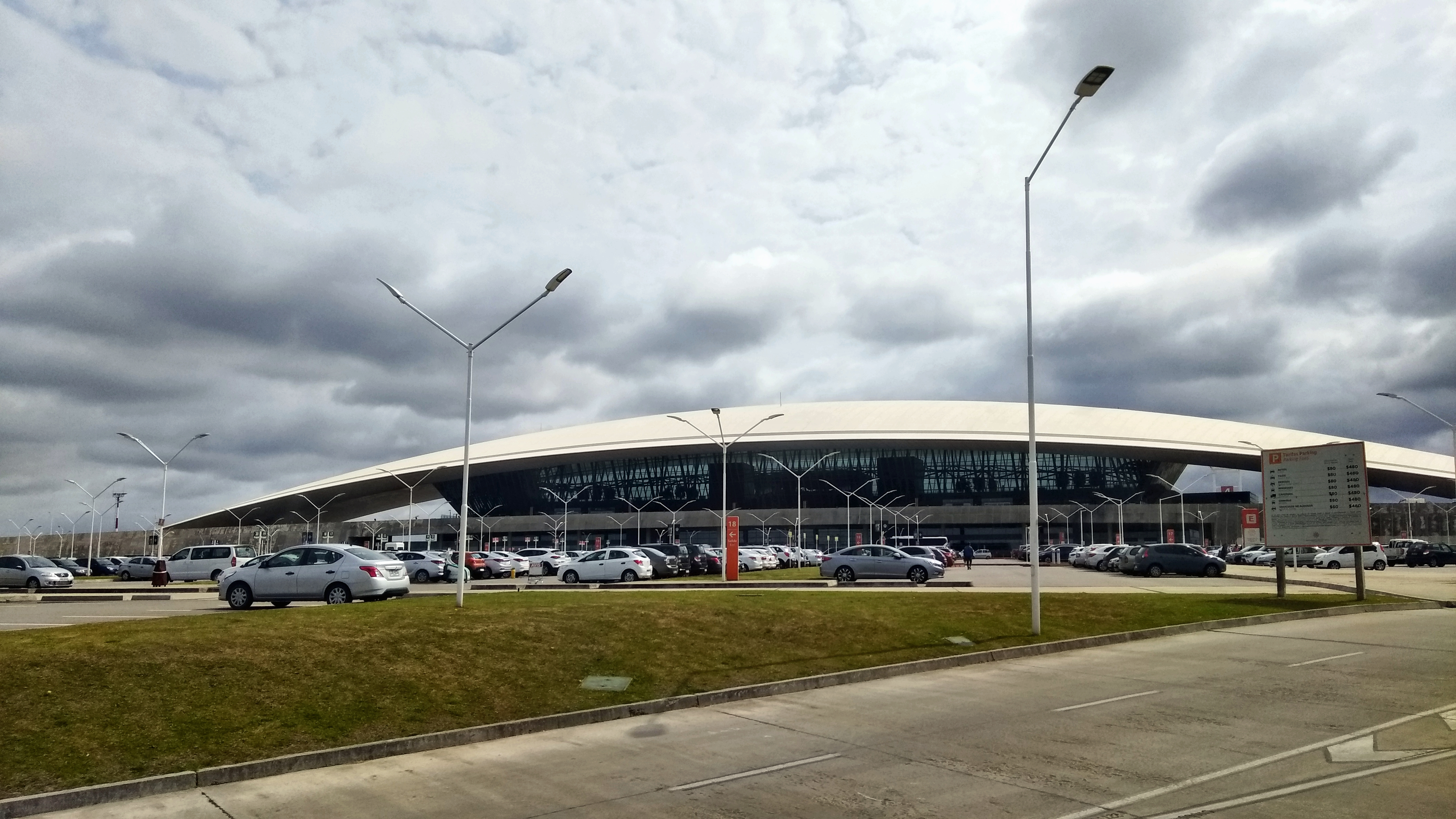
المحطة الرئيسية لمطار كاراسكو الدولي

تمتلك أوروغواي إجمالي 94 مطارًا اعتبارًا من عام 2012، بينما 11 منها بها مدارج معبدة. يخدم البلاد في المقام الأول مطار كاراسكو الدولي في مقاطعة كانيلونيس، بجوار الحدود مع مونتيفيديو. تخدم حوالي 1.5 مليون مسافر سنويًا، كما أن حركة المرور التشغيلية فيها أخف بكثير من غيرها في المنطقة مثل بوينس آيرس إيزيزا وساو باولو جوارولوس .[بحاجة لمصدر]
المطارات – ذات مدارج معبدة: المجموع: 11 أكثر من 3,047 متر - 1'1,524 إلى 2,437 متر - 4حوالي 914 إلى 1523متر - 4 تحت 914 متر -2 (2013)
المطارات – ذات مدارج غير معبدة: المجموع: 122 1,524 إلى 2,437 متر، - 3
914 إلى 1523 متر، - 40تحت 914 متر، - 79 (2013) 

## الخطوط الجوية الوطنية
- الخطوط الجوية الدرجة الجوية
- أمازوناس أوروجواي

## شركات الطيران المنقرضة
- توقفت BQB Líneas Aéreas عن العمل في 11 أبريل 2015
- توقفت شركة Uair عن العمل في عام 2005
- توقفت "ألاس أوروغواي" عن العمل في 24 أكتوبر 2016
- توقفت PLUNA عن العمل في 5 يوليو 2012.

## خطوط الأنابيب
اعتبارًا من عام 2010، تمتلك أوروغواي 257 كيلومترا من خط أنابيب الغاز الطبيعي، و160 كم من خط النفط. 